# 维厄
维厄（發音：[ˈviːə] ⓘ）是德国图林根州基夫霍伊瑟县曾经的一个市镇，面积24.53平方千米，2017年12月31日人口为1,871人。2019年1月1日，维厄与另外3个市镇合并为新市镇罗斯莱本-维厄。